# Джулі Гібсон
Джулі Гібсон (англ. Julie Gibson, справжнє ім'я — Каміль Соре (англ. Camille Soray; 6 вересня 1913 — 2 жовтня 2019) — американська акторка та співачка.

## Життєпис
Народилася 6 вересня 1913 року в Льюїстоні (штат Айдахо, США).
У 1937 році стала ведучою на радіо в програмі Джо Пеннера. Вперше на кіноекранах з'явилася в 1941 році в епізодичній ролі у фільмі «Мила дівчина?». У 1944 році зіграла свою першу головну роль — Кеті в картині «Щасливий ковбой», після чого з'явилася на перших планах у фільмах «Чик Картер, детектив» (1944) і «Ти з ним?» (1948). За свою 37-річну кар'єру, що тривала у 1941—1978 роках, Джулі Гібсон знялася в 28-ми фільмах і телесеріалах. Також вона була співачкою.
Перший шлюб з Діном Діллманом закінчився розлученням у 1967 році. У 1973 одружилася з режисером Чарльзом Бартоном.
Джулі Гібсон померла уві сні 2 жовтня 2019 року у Лос-Анджелесі.

## Вибрана фільмографія
| Рік  |   | Українська назва         | Оригінальна назва           | Роль                |
| ---- | - | ------------------------ | --------------------------- | ------------------- |
| 1944 | ф | Йти своїм шляхом         | Going My Way                | таксистка           |
| 1944 | ф | Чик Картер, детектив     | Chick Carter, Detective     | Шеррі Марвін        |
| 1944 | ф | Щасливий ковбой          | Lucky Cowboy                | Кейт                |
| 1948 | ф | Ти з ним?                | Are You with It?            | Енн                 |
| 1949 | ф |                          | Bad Men of Tombstone        | Доллі Лейн          |
| 1953 | ф | Осором диявола           | Beat the Devil              | в титрах не вказана |
| 1956 | с | Телевізійний театр Форда | The Ford Television Theatre | Мері                |
| 1957 | с | Код 3                    | Code 3                      | Місіс Пратт         |
| 1958 | ф | Вулиця темряви           | Street of Darkness          | Даніель Дюбо        |
| 1978 | с | Земля пробудження        | The Awakening Land          | Леді Педдлер        |